# Зоран Алиловић
Зоран Алиловић (Београд, 14. март 2006) српски је фудбалер који тренутно наступа за Партизан.

## Каријера
Свој први професионални уговор с матичним клубом, Алиловић је потписао је у септембру 2023. Тада је јавности представљен с вршњацима међу којима су били и голман Вања Радулашки те Вања Драгојевић и Огњен Угрешић, такође везни фудбалери. Након уводних шест кола сезоне 2024/25. које је одиграо за омладински састав Партизана, Алиловић је прослеђен Телеоптику у септембру 2024. У складу с установљеним Правилником, био је на располагању обема екипама. За филијалу је током јесењег дела сезоне у Српској лиги Београд постигао три поготка. Алиловић је после тога прикључен првом тиму Партизана код тадашњег шефа стручног штаба, Сава Милошевића, а конкретнију прилику добио је код привременог тренера Марка Јовановића. Дебитовао је на одложеном сусрету 5. кола Суперлиге Србије, против нишког Радничког, почетком децембра 2024. На терен је ступио заменивши Ибрахима Зубаируа у 87. минуту игре. Против те екипе се нешто касније, истог месеца на последњем такмичарском сусрету у оквиру календарске године, по први пут нашао у стартној постави Партизана.

## Репрезентација
Током маја 2021, Алиловић је позван у пионирску репрезентацију Србије, за двомеч с вршњацима из Босне и Херцеговине. Наставио је да наступа и у старијем узрасту те је за екипу до 16 година старости одиграо седам утакмица и два пута био стрелац. Наступао је на Европском првенству за кадете, одиграном у Мађарској 2023. године. Екипа Србије окончала је то такмичење у четвртфиналу, након пораза од вршњака из Пољске. Исте године Алиловић је уписао и наступ на пријатељском сусрету с млађом омладинском репрезентацијом Италије.

## Приватно
Зоранов отац, Милош Алиловић, професионално се бавио футсалом после чега је наставио каријеру у том спорту као тренер.

## Статистика

### Клупска
Ажурирано 9. јула 2025.
|                            |          |                     |    |   |   |   |   |   |   |   |    |   |  |  |
| Телеоптик (уговорени клуб) | 2024/25. | Српска лига Београд | 9  | 3 | — | — | — | — | 2 | 0 | 11 | 3 |  |  |
|                            |          |                     |    |   |   |   |   |   |   |   |    |   |  |  |
| Партизан                   | 2024/25. | Суперлига Србије    | 11 | 0 | 0 | 0 | 0 | 0 | — | — | 11 | 0 |  |  |
| Партизан                   | 2025/26. | Суперлига Србије    | 0  | 0 | 0 | 0 | 0 | 0 | — | — | 0  | 0 |  |  |
|                            |          |                     |    |   |   |   |   |   |   |   |    |   |  |  |
| Каријера                   | Каријера | Каријера            | 20 | 3 | 0 | 0 | 0 | 0 | 2 | 0 | 22 | 3 |  |  |
|                            |          |                     |    |   |   |   |   |   |   |   |    |   |  |  |

### Утакмице у дресу репрезентације
| Репрезентација Србије у узрасту до 15 година старости | Репрезентација Србије у узрасту до 15 година старости | Репрезентација Србије у узрасту до 15 година старости | Репрезентација Србије у узрасту до 15 година старости | Репрезентација Србије у узрасту до 15 година старости | Репрезентација Србије у узрасту до 15 година старости | Репрезентација Србије у узрасту до 15 година старости | Репрезентација Србије у узрасту до 15 година старости | Репрезентација Србије у узрасту до 15 година старости | Репрезентација Србије у узрасту до 15 година старости |
| #                                                     | Датум                                                 | Такмичење                                             | Локација                                              | Домаћин                                               | Резултат                                              | Гост                                                  | Гол                                                   | Реф.                                                  |                                                       |
| ----------------------------------------------------- | ----------------------------------------------------- | ----------------------------------------------------- | ----------------------------------------------------- | ----------------------------------------------------- | ----------------------------------------------------- | ----------------------------------------------------- | ----------------------------------------------------- | ----------------------------------------------------- | ----------------------------------------------------- |
| 1.                                                    | 18. мај 2021.                                         | Пријатељска утакмица                                  | Тренинг центар ФС БиХ, Зеница                         | Босна и Херцеговина                                   | 0 : 0                                                 | Србија                                                |                                                       | [ 23 ]                                                |                                                       |
| 1                                                     | Укупан број утакмица и постигнутих погодака           | Укупан број утакмица и постигнутих погодака           | Укупан број утакмица и постигнутих погодака           | Укупан број утакмица и постигнутих погодака           | Укупан број утакмица и постигнутих погодака           | Укупан број утакмица и постигнутих погодака           |                                                       |                                                       |                                                       |

| Репрезентација Србије у узрасту до 16 година старости | Репрезентација Србије у узрасту до 16 година старости | Репрезентација Србије у узрасту до 16 година старости | Репрезентација Србије у узрасту до 16 година старости | Репрезентација Србије у узрасту до 16 година старости | Репрезентација Србије у узрасту до 16 година старости | Репрезентација Србије у узрасту до 16 година старости | Репрезентација Србије у узрасту до 16 година старости | Репрезентација Србије у узрасту до 16 година старости | Репрезентација Србије у узрасту до 16 година старости |
| #                                                     | Датум                                                 | Такмичење                                             | Локација                                              | Домаћин                                               | Резултат                                              | Гост                                                  | Гол                                                   | Реф.                                                  |                                                       |
| ----------------------------------------------------- | ----------------------------------------------------- | ----------------------------------------------------- | ----------------------------------------------------- | ----------------------------------------------------- | ----------------------------------------------------- | ----------------------------------------------------- | ----------------------------------------------------- | ----------------------------------------------------- | ----------------------------------------------------- |
| 1.                                                    | 21. септембар 2021.                                   | Пријатељска утакмица                                  | Национални фудбалски центар Бојана, Софија            | Бугарска                                              | 1 : 2                                                 | Србија                                                |                                                       | [ 24 ]                                                |                                                       |
| 2.                                                    | 23. септембар 2021.                                   | Пријатељска утакмица                                  | Национални фудбалски центар Бојана, Софија            | Бугарска                                              | 1 : 1                                                 | Србија                                                |                                                       | [ 25 ]                                                |                                                       |
| 3.                                                    | 2. март 2022.                                         | Пријатељска утакмица                                  | Спортски центар ФС ЦГ, Подгорица                      | Црна Гора                                             | 0 : 3                                                 | Србија                                                | Гол                                                   | [ 26 ]                                                |                                                       |
| 4.                                                    | 14. април 2022.                                       | Меморијални турнир „Миљан Миљанић”                    | Кућа фудбала, Стара Пазова                            | Србија                                                | 4 : 3                                                 | Црна Гора                                             |                                                       | [ 27 ]                                                |                                                       |
| 5.                                                    | 5. мај 2022.                                          | Развојни турнир УЕФА                                  | Кућа фудбала, Стара Пазова                            | Србија                                                | 2 : 1                                                 | Мађарска                                              |                                                       | [ 28 ]                                                |                                                       |
| 6.                                                    | 7. мај 2022.                                          | Развојни турнир УЕФА                                  | Кућа фудбала, Стара Пазова                            | Србија                                                | 2 : 1                                                 | Словачка                                              | Гол                                                   | [ 15 ]                                                |                                                       |
| 7.                                                    | 10. мај 2022.                                         | Развојни турнир УЕФА                                  | Кућа фудбала, Стара Пазова                            | Србија                                                | 3 : 0                                                 | Финска                                                |                                                       | [ 29 ]                                                |                                                       |
| 7                                                     | Укупан број утакмица и постигнутих погодака           | Укупан број утакмица и постигнутих погодака           | Укупан број утакмица и постигнутих погодака           | Укупан број утакмица и постигнутих погодака           | Укупан број утакмица и постигнутих погодака           | Укупан број утакмица и постигнутих погодака           | 2                                                     |                                                       |                                                       |

| Репрезентација Србије у узрасту до 17 година старости | Репрезентација Србије у узрасту до 17 година старости | Репрезентација Србије у узрасту до 17 година старости | Репрезентација Србије у узрасту до 17 година старости | Репрезентација Србије у узрасту до 17 година старости | Репрезентација Србије у узрасту до 17 година старости | Репрезентација Србије у узрасту до 17 година старости | Репрезентација Србије у узрасту до 17 година старости | Репрезентација Србије у узрасту до 17 година старости | Репрезентација Србије у узрасту до 17 година старости |
| #                                                     | Датум                                                 | Такмичење                                             | Локација                                              | Домаћин                                               | Резултат                                              | Гост                                                  | Гол                                                   | Реф.                                                  |                                                       |
| ----------------------------------------------------- | ----------------------------------------------------- | ----------------------------------------------------- | ----------------------------------------------------- | ----------------------------------------------------- | ----------------------------------------------------- | ----------------------------------------------------- | ----------------------------------------------------- | ----------------------------------------------------- | ----------------------------------------------------- |
| 1.                                                    | 19. април 2023.                                       | Пријатељска утакмица                                  | Тренинг центар, Телки                                 | Мађарска                                              | 0 : 1                                                 | Србија                                                |                                                       | [ 30 ]                                                |                                                       |
| 2.                                                    | 21. мај 2023.                                         | Европско првенство                                    | Стадион Нандор Хидегкути, Будимпешта                  | Србија                                                | 2 : 0                                                 | Италија                                               |                                                       | [ 31 ]                                                |                                                       |
| 3.                                                    | 24. мај 2023.                                         | Европско првенство                                    | Стадион ФК Будаерш                                    | Шпанија                                               | 1 : 1                                                 | Србија                                                |                                                       | [ 32 ]                                                |                                                       |
| 4.                                                    | 27. мај 2023.                                         | Европско првенство                                    | Тренинг центар, Телки                                 | Пољска                                                | 3 : 2                                                 | Србија                                                |                                                       | [ 17 ]                                                |                                                       |
| 4                                                     | Укупан број утакмица и постигнутих погодака           | Укупан број утакмица и постигнутих погодака           | Укупан број утакмица и постигнутих погодака           | Укупан број утакмица и постигнутих погодака           | Укупан број утакмица и постигнутих погодака           | Укупан број утакмица и постигнутих погодака           |                                                       |                                                       |                                                       |

| Репрезентација Србије у узрасту до 18 година старости | Репрезентација Србије у узрасту до 18 година старости | Репрезентација Србије у узрасту до 18 година старости | Репрезентација Србије у узрасту до 18 година старости | Репрезентација Србије у узрасту до 18 година старости | Репрезентација Србије у узрасту до 18 година старости | Репрезентација Србије у узрасту до 18 година старости | Репрезентација Србије у узрасту до 18 година старости | Репрезентација Србије у узрасту до 18 година старости | Репрезентација Србије у узрасту до 18 година старости |
| #                                                     | Датум                                                 | Такмичење                                             | Локација                                              | Домаћин                                               | Резултат                                              | Гост                                                  | Гол                                                   | Реф.                                                  |                                                       |
| ----------------------------------------------------- | ----------------------------------------------------- | ----------------------------------------------------- | ----------------------------------------------------- | ----------------------------------------------------- | ----------------------------------------------------- | ----------------------------------------------------- | ----------------------------------------------------- | ----------------------------------------------------- | ----------------------------------------------------- |
| 1.                                                    | 8. септембар 2023.                                    | Пријатељска утакмица                                  |                                                       | Италија                                               | 3 : 0                                                 | Србија                                                |                                                       | [ 18 ]                                                |                                                       |
| 1                                                     | Укупан број утакмица и постигнутих погодака           | Укупан број утакмица и постигнутих погодака           | Укупан број утакмица и постигнутих погодака           | Укупан број утакмица и постигнутих погодака           | Укупан број утакмица и постигнутих погодака           | Укупан број утакмица и постигнутих погодака           | 0                                                     |                                                       |                                                       |